# لایکا (شرکت)
لایکا (انگلیسی: Laika) شرکت تولیدکننده استاپ موشن و نماهنگ آمریکایی که ۲۰۰۵ تأسیس شد.

## فیلم‌شناسی
| # | عنوان         | تاریخ انتشار    | بودجه         | فروش گیشه     | راتن تومیتوز     | متاکریتیک      |
| - | ------------- | --------------- | ------------- | ------------- | ---------------- | -------------- |
| 1 | کورالاین      | ۶ فوریه ۲۰۰۹    | $۶۰ میلیون    | $۱۲۴٫۶ میلیون | ۹۰٪ (۲۶۹ انتقاد) | ۸۰ (۳۸ انتقاد) |
| 2 | پارانورمن     | ۱۷ اوت ۲۰۱۲     | $۶۰ میلیون    | $۱۰۷٫۱ میلیون | ۸۹٪ (۱۸۵ انتقاد) | ۷۲ (۳۳ انتقاد) |
| 3 | غول‌های پاکتی  | ۲۶ سپتامبر ۲۰۱۴ | $۶۰ میلیون    | $۱۰۹٫۳ میلیون | ۷۷٪ (۱۷۲ انتقاد) | ۶۱ (۳۷ انتقاد) |
| 4 | کوبو و دو تار | ۱۹ اوت ۲۰۱۶     | $۶۰ میلیون    | $۷۷٫۵ میلیون  | ۹۷٪ (۲۱۹ انتقاد) | ۸۴ (۳۸ انتقاد) |
| 5 | حلقه گمشده    | ۱۲ آوریل ۲۰۱۹   | $۱۰۲٫۳ میلیون | $۲۶٫۶ میلیون  | ۸۹٪ (۱۶۸ انتقاد) | ۶۸ (۳۰ انتقاد) |

| عنوان                          | تاریخ انتشار    | بودجه      | فروش          | راتن تومیتوز     | متاکریتیک      | یادداشت                                                 |
| ------------------------------ | --------------- | ---------- | ------------- | ---------------- | -------------- | ------------------------------------------------------- |
| عروس مرده                      | ۲۳ سپتامبر ۲۰۰۵ | $۴۰ میلیون | $۱۱۷٫۲ میلیون | ۸۴٪ (۱۹۵ انتقاد) | ۸۳ (۳۵ انتقاد) | تولید                                                   |
| Slacker Cats                   | ۱۳ اوت ۲۰۰۷     | —          | —             | —                | —              | سریال‌های تلویزیونی؛ آخرین قسمت در ۲۳ ژانویه ۲۰۰۹ پخش شد |
| سلطان کالیفرنیا                | ۱۴ سپتامبر ۲۰۰۷ | $۱۰ میلیون | $۱٫۰۳ میلیون  | ۶۳٪ (۶۷ انتقاد)  | ۶۳ (۲۲ انتقاد) | سکانس‌های انیمیشن                                        |
| کریسمس استثنایی هارولد و کومار | ۴ نوامبر ۲۰۱۱   | $۱۹ میلیون | $۳۶٫۲ میلیون  | ۶۸٪ (۱۳۱ انتقاد) | ۶۱ (۲۹ انتقاد) | استاپ‌موشن/پویانمایی خمیری                               |

| عنوان    | تاریخ انتشار | یادداشت |
| -------- | ------------ | ------- |
| Moongirl | ۱۲ اوت ۲۰۰۵  | تولید   |

| عنوان     | تاریخ انتشار |
| --------- | ------------ |
| وایلدوود  | ۲۰۲۳         |
| Seventeen | ۲۰۲۴         |